# Charles R. Tanner
Charles Roland Tanner (17. února 1896, Cincinnati, Ohio – 9. ledna 1974, Torrance, Kalifornie) byl americký úředník, obchodník a spisovatel science fiction a fantasy, známý především povídkami s postavou Tumithaka. Publikoval převážně mezi třicátými a padesátými lety 20. století a patří mezi autory tzv. Zlatého věku science fiction.

## Život
Když mu bylo osm let, zemřel mu otec. Sloužil u Námořnictva Spojených států amerických a roku 1918, těsně před koncem první světové války, byl odveden a krátce působil ve Francii. Roku 1923 se oženil s Frances Kingovou, se kterou žil až do své smrti a měl s ní tři děti. Velkou tragédií v jeho životě bylo, když roku 1934 zemřela jeho dcera Anne Marie ve věku devíti let na zánět slepého střeva.
V listopadu roku 1928 se zúčastnil soutěže magazínu Science Wonder Stories s povídkou The Color of Space a vyhrál první cenu. Povídka pak vyšla v tomto magazínu v březnu roku 1930. Během svého života vydal 17 povídek a dvě básně. Jedna jeho povídka vyšla posmrtně. Kromě toho napsal dalších 8 povídek a jeden román, které nebyly doposud publikovány.
Proslavil se především svou povídkovou sérií o Tumithakovi, který bojuje proti vesmírným okupantům Země a snaží se obnovit pozemskou civilizaci, což bylo v období Velké hospodářská krize obzvláště aktuální. Povídky se tak staly kultovními pro tehdejší generaci fanoušků sci-fi a ovlivnily mimo jiné Isaaca Asimova a Philipa José Farmera.
Dlouhý čas pracoval jako technik ve firmě Formica Corporation. Do důchodu odešel roku 1961 a usídlil se se svou ženou v Torrance v Kalifornii v okrese Los Angeles, kde žil poblíž svého syna Jamese až do své smrti.

## Dílo

### Povídková série o Tumithakovi
- Tumithak of the Corridors (1932, Tumithak z katakomb), jako C. R. Tanner. Povídka popisuje lidstvo, které žije v podzemí, protože Zemi obsadili pavoukům podobní Venušané. Mladík Tumithak se rozhodne vyjít na povrch a začít s Venušany bojovat.
- Tumithak in Shawm (1933, Tumithak v Shawmu). Tento příběh sa odehrává dva roky po událostech z první povídky a Tumithak v něm sestaví přepadový oddíl, který má za cíl zničit město mimozemšťanů Shawm.
- Tumithak of the Towers of Fire (1941, Tumithak z Věže ohně)

Souborné vydání vyšlo roku 2005 pod názvem Tumithak of the Corridors. V tomto vydání se poprvé objevila čtvrtá, do té doby nepublikovaná povídka série Tumithak and the Ancient Word.

### Další povídky
- The Color of Space (1930).
- The Flight of the Mercury (1930).
- The Vanishing Diamonds (1938).
- Midas (1940)
- Out of the Jar (1941), jako Charles A. Tanner.
- The Stillwell Degravitator (1941).
- The Improbable (1941).
- Cham of the Hills (1942).
- The Luck of Enoch Higgins (1942)
- The Revolt of the Machine Men (1942).
- Mutiny in the Void (1943).
- Mr. Garfinkel and the Lepra-Cohen (1950).
- Johnny Goodturn (1950)
- Angus MacAuliffe and the Gowden Tooch (1951).

### Básně
- It's the Strain (1940)
- Edgar Rice Burroughs' The Princess of Mars (1968).

## Česká vydání
Česky vyšly z Tannerova díla pouze první dvě povídky ze série o Tumithakovi (Tumithak z katakomb a Tumithak v Shawmu), obě dvě v antologii Na úsvitu Zlatého věku, Mustang, Plzeň 1995, přeložil Pavel Medek.